# Продан Проданов (кмет)
Вижте пояснителната страница за други личности с името Продан Проданов.
Продан Киряков Проданов е български политик, 66-и кмет на Бургас в периода 9 октомври 1991 – 13 ноември 1995 година.
На първите демократични избори през октомври 1991 за кмет на Бургас Проданов е избран от листата на Съюза на демократичните сили. Мандатът му изтича през ноември 1995 с регистриран бюджетен дефицит на община Бургас. На местните избори през есента на 1995 Продан Проданов губи от представителя на бившите комунисти, Йоан Костадинов.